# 立法評議会 (モントセラト)
立法評議会（りっぽうひょうぎかい、英語: Legislative Council）は、モントセラトの立法府である。

## 概要
1951年に選挙権が付与され、翌1952年に定数5名の立法評議会が発足。1970年の総選挙前、議員数が7人に拡大。
1997年のスーフリエール・ヒルズ噴火によって、7選挙区のうち4選挙区が事実上定住できなくなったことから、定数を9人に拡大したうえで単一の選挙区に移行した完全連記制大選挙区制に変更された。